# 김태완 (1966년)
김태완(1966년 8월 20일 ~ )은 빙그레 이글스의 전 내야수이다. 

## 출신학교
- 북일고등학교
- 동아대학교 (1985학번)